# Malattia di Erdheim-Chester
La malattia di Erdheim-Chester (conosciuta anche come sindrome di Erdheim-Chester o ECD) è una rara forma di istiocitosi a cellule "non-Langerhans". Normalmente, l'esordio è nella mezza età. La malattia comporta una infiltrazione di macrofagi carichi di lipidi, cellule giganti multinucleate, un infiltrato infiammatorio di linfociti e istiociti nel midollo osseo, ed una generalizzata sclerosi delle ossa lunghe.

## Epidemiologia
Ad oggi sono stati riportati in letteratura circa 500 casi. L'ECD colpisce prevalentemente gli adulti, con un'età media di 50 anni.

## Quadro clinico
L'esordio avviene tra i quaranta e i sessant'anni nei soggetti adulti.
I pazienti affetti manifestano osteosclerosi corticale bilaterale simmetrica delle ossa lunghe. In più del 50% dei casi sono presenti anche patologie renali, neurologiche, polmonari e alla pelle; meno frequentemente sono interessati la ghiandola pituitaria e il cuore.
Il dolore alle ossa è tra i sintomi più frequenti e interessa arti inferiori, ginocchia e caviglie. Il dolore viene descritto come lieve ma permanente. Alcuni pazienti manifestano esoftalmo bilaterale simmetrico senza dolore che, nella maggior parte delle volte, può precedere di alcuni anni il quadro clinico osseo.
Versamenti pericardici ricorrenti, così come cambiamenti morfologici della dimensione delle ghiandole surrenali e infiltrazioni, possono essere sintomi della malattia.
Uno studio su 59 casi di Erdheim-Cester condotto da Veyssier- Belot C ed altri nel 1996 evidenziava i seguenti sintomi in ordine di ricorrenza:
- Dolore osseo
- Fibrosi retroperitoneale
- Diabete insipido
- Esoftalmo
- Xantoma
- Segni neurologici (compresa Atassia)
- Dispnea causata dall'ispessimento della pleura e del setto interlobulare
- Insufficienza renale
- Ipopituitarismo
- Insufficienza epatica

## Istologia
La ECD si differenzia dall'istiocitosi a cellule di Lagerhans in diversi modi. A differenza di quest'ultima, la colorazione immunoenzimatica è negativa per CD1a e per la proteina S-100 e l'esame al microscopio elettronico non rivela i granuli di Birbeck.
I campioni di tessuto mostrano infiltrazioni da xantoma o xantogranuloma causate da istiociti schiumosi o carichi di lipidi di solito circondati da fibrosi.
In alcuni casi è riportata una proliferazione di istiociti e la colorazione immunoenzimatica è negativa per CD1a e positiva per CD68.

## Diagnosi

### Diagnosi classica
I principali strumenti diagnostici sono l'esame radiologico dell'osteosclerosi e l'esame istologico. La diagnosi può risultare difficile a causa della rarità della ECD e della somiglianza all'istiocitosi a cellule di Langerhans. Una diagnosi tramite brain imaging può non essere definitiva.
Cambiamenti di trasmissione simmetrici a livello del cervelletto e del ponte su immagini pesate T2 sembrano tipici della ECD, tuttavia, sclerosi multipla e disordini metabolici devono essere presi in considerazione nella diagnosi differenziale. L'ECD non rientra tra le cause comuni dell'esoftalmo, ma può essere diagnosticata tramite biopsia. Come tutte le biopsie, tuttavia, può risultare inconclusiva. La chirurgia toracoscopica video-assistita (VATS) può essere effettuata per confermare la diagnosi o come intervento terapeutico per trattare i drenaggi frequenti di fluido pericardico.

### Diagnosi differenziale
La diagnosi differenziale si pone per:
- Istiocitosi a cellule di Langerhans
- Sindrome di Rosai-Dorfman
- Arterite di Takayasu
- Granulomatosi di Wegener
- Ipofisite primitiva
- Osteomielite cronica multifocale ricorrente
- Tumori maligni
- Neurosarcoidosi
- Infezioni micobatteriche
- Malattie metaboliche

## Trattamento
I trattamenti al momento disponibili sono:
- debulking chirurgico
- terapia ad alto dosaggio di corticosteroidi
- ciclosporina
- interferone-α
- chemioterapia
- trattamento con infliximab e vemurafenib. Sembra che circa la metà dei pazienti nasconda mutazioni puntiformi del gene BRAFV600. Il vemurafenib, agente inibitore della proteina BRAF responsabile del melanoma, ha mostrato discreti risultati nei pazienti di ECD colpiti dalla mutazione del gene.[10]
- Radioterapia
- Trattamenti con alcaloidi della Vinca e antracicline[11]

Tutti i trattamenti attuali hanno dimostrato livelli di successo piuttosto variabili.

## Storia
Il primo caso di ECD fu riportato dal patologo americano William Chester nel 1930, durante una visita al patologo austriaco Jakob Erdheim a Vienna.

## Prognosi
Prima dell'uso dell'IFN-alfa, la sopravvivenza media dopo la diagnosi era di 19,2 mesi. Attualmente, grazie al trattamento con IFN-alfa, il tasso di mortalità è sceso al 26%, e la sopravvivenza a 5 anni è del 68%.

## Gruppi di supporto
La Erdheim–Chester Disease Global Alliance è un gruppo di supporto con l'obiettivo di sensibilizzare e promuovere la ricerca per la ECD.

## Media
Nella serie televisiva House MD, stagione 2 episodio 17, la ECD viene diagnosticata ad un paziente con diarrea e atassia.